# IC 2118
IC 2118またはNGC 1909は、エリダヌス座の方向、約900 光年の距離にある反射星雲。非常にかすかな星雲で、近くにあるオリオン座の青色超巨星 リゲルによって照らされて輝いている。その形状から魔女の横顔星雲 (the Witch Head Nebula) という通称でも知られている。赤よりも青い光をよりよく反射するダスト粒子の性質は、魔女の頭に青い色を与える要因となっている。電波観測では、IC 2118全体にわたって、星雲内の分子雲と星形成の指標となる一酸化炭素の放射輝線が見られている。実際、星雲の深部には、前主系列星といくつかの古典的Tタウリ星の候補が発見されている 。 
IC 2118の分子雲は、恐らくオリオンOB1アソシエーションの大質量星によって吹き飛ばされる水素分子の巨大なスーパーシェルである、広大なオリオン-エリダヌススーパーバブルの外側の境界と隣り合っている。スーパーシェルが星間物質に向かって膨張すると、星形成に有利な状況が発生する。IC 2118はそのようなエリアの1つに位置している。明るい反射星雲の風に吹かれたような外観と彗星のような形状は、オリオンOB1の高光度大質量星との強い関連を強く示唆している。IC2118の彗星のコマのような部分がアソシエーションのある北東方向を指しているという事実は、その関係を強く支持するものである。 